# 419

## Събития
- 30 май —- Картагенски православен събор, който събира правилата на предшестващите събори от 348 до 418 година и отхвърля правото на вето на римския папа над определения, формулирани съборно от Африканската църква.